# Parque de las Tejas
El Parque de las Tejas es un espacio verde de Córdoba, Argentina. Está ubicado en el sector sur del barrio Nueva Córdoba, en el límite con la Ciudad Universitaria.
También es adyacente a la Plaza Cielo Tierra y al Parque Sarmiento y está atravesado por el Bulevar Chacabuco, que lo conecta con la Plaza España.

## Historia
El Parque de las Tejas fue creado en 2011, construido donde antes se ubicaba la Casa de Gobierno, comúnmente conocida como "Casa de las Tejas", que dio nombre al Parque posterior. La construcción permitió que desde el barrio Nueva Córdoba se visualizara fácilmente el Pabellón Argentina, el principal edificio de la Ciudad Universitaria.
Los dos puentes peatonales permiten la conexión con el Parque Sarmiento: uno atraviesa el Bv. Chacabuco y el otro la Av. Hipólito Yrigoyen. El bulevar tiene bicisendas para el transporte en bicicleta y el Parque cuenta con una estación de bicicletas públicas Bici CBA.
Este espacio público es además escenario de numerosos recitales gratuitos en los que se presentan mayormente artistas locales, tales como Paulo Londra, Luck Ra, Zoe Gotusso y Juan Ingaramo, entre otros.

## Descripción
El Parque de las Tejas tiene una extensión de siete hectáreas, cuenta con bancos, puentes peatonales y un espacio con fuentes y juegos infantiles. Cuenta con cervecerías y locales comerciales distribuidos por las calles Ituzaingó y Bolivia, en el barrio de Nueva Córdoba, así como también permite conectar el campus de la UNC con Nueva Córdoba, el emblemático barrio estudiantil, por lo que el espacio se alza como un lugar de descanso de cientos de estudiantes de Córdoba.
En las cercanías se puede conocer el museo Plaza Cielo Tierra.